# Alberghettino II Manfredi
Alberghettino II Manfredi (1285 circa – Bologna, 18 novembre 1329) è stato un condottiero italiano e secondo signore di Faenza.

## Biografia
Alberghettino II Manfredi, nacque da Francesco I Manfredi e Rengarda Malatesta, figlia di Malatesta da Verucchio e Concordia di Enrighetto. Nel 1326 tentò di impadronirsi della signoria di Faenza, a danno di suo padre ma, scoperto, dovette rifugiarsi a Modigliana.
Nel 1327 su istigazione degli Ordelaffi, dei Polentani e dei Guidi, ordì una congiura e per mezzo di un suo parente e nipote di Alberico Manfredi poté entrare in Faenza e si proclamò signore.
Regnò per un anno, ma nel 1328 fu assediato dal legato pontificio. Resistette per venticinque giorni, poi fu costretto ad arrendersi. Doveva andare a stare a Bologna, ma fece pratiche di armi con l'imperatore Ludovico il Bavaro per dargli in dominio la quella città e riceverne in cambio il vicariato di Faenza.
Scoperto venne imprigionato, e dopo dieci mesi di carcere e di torture, venne decapitato per ordine del legato, il 18 novembre 1329.

## Discendenza
- Giovanni Manfredi († 1389), Signore di Marradi, Montemaggiore, Biforco e Castiglionchio. Nel 1339 venne investito cavaliere da suo zio Riccardo Manfredi. Sposò in prime nozze Lisa Sanvitale, figlia di Gian Quirico Sanvitale, Signore di Belforte e Podestà di Parma con la quale ebbe il figlio Almerico Manfredi, e in seconde nozze Ne degli Ubaldini, figlia di Maghinardo degli Ubaldini e Antonia da Correggio.
- Bernardo Manfredi († dopo 1332)
- Maddalena Manfredi, che nel 1337 sposò Messer Biordo dei Bardi di Firenze.
- Isabella Manfredi, che sposò Ludovico da Barbiano, Conte di Cunio E Signore di Massa Lombarda (in provincia di Ravenna).